# デンジャラス・ガイズ
『デンジャラス・ガイズ』（Ida Red）は、ジョン・スワブが脚本・監督を担当し、メリッサ・レオ、フランク・グリロ、ジョシュ・ハートネットが出演するアメリカの犯罪ドラマ映画。
2021年8月11日に開催されるロカルノ国際映画祭でワールドプレミア上映された。

## キャスト
※括弧内は日本語吹替。
- アイダ・''レッド''・ウォーカー - メリッサ・レオ[2]（小宮和枝）
- ダラス・ウォーカー - フランク・グリロ[3]（藤井隼）
- ワイアット・ウォーカー - ジョシュ・ハートネット[2]（小松史法）
- ダーラ・ウォーカー - ソフィア・ハブリッツ[2]
- ジーニー・ウォーカー - デボラ・アン・ウォール[2]（馬場菜緒）
- ベンソン・ドラモンド - マーク・ブーン・ジュニア[2]
- ボディ・コリアー - スレイン[3]
- ローレンス・トゥイリー - ウィリアム・フォーサイス[2]（モアイ岩下）
- ジェイ - ボー・ナップ[4]
- ペティ - ニコラス・チリッロ[5]
- ジェリー - ジョン・スワブ

## 製作
2020年8月から9月にかけて、オクラホマ州タルサで主要撮影が行われた   。

## 公開
2021年8月に開催されるロカルノ国際映画祭でワールドプレミア上映される。それに先立ちサバン・フィルムズが映画の配給権を獲得した。